# Prosthechea glauca
Espèce
Statut CITES
Prosthechea glauca est une espèce végétale de la famille des Orchidaceae (orchidées).
C'est la première espèce du genre Prosthechea identifiée par George Beauchamp Knowles et Frederic Wescott en 1838. Cette orchidée resta la seule de ce genre durant cent cinquante ans, avant que des travaux sur l'ADN des orchidées entrepris par Wesley E. Higgins mettent en évidence qu'un grand nombre d'orchidées, classées auparavant parmi les Encyclia, appartenaient en fait au genre Prosthechea.